# هرمان لومل
هرمان لومل (انگلیسی: Herman Lommel; ۷ ژوئیهٔ ۱۸۸۸ – ۱۳ مارس ۱۹۵۷) هندشناس و ایران‌شناس اهل آلمان بود. او همچنین از سال ۱۹۱۷ تا ۱۹۵۰ رئیس مطالعات هندواروپایی در دانشگاه گوته فرانکفورت بود.